# アレグザンダー・リンジー (第2代クロフォード伯爵)
第2代クロフォード伯爵アレグザンダー・リンジー（英語: Alexander Lindsay, 2nd Earl of Crawford、1387年頃 – 1438年）は、スコットランド貴族。イングランド王ヘンリー6世からは「血族」（consanguineus）と呼ばれた。

## 生涯
初代クロフォード伯爵デイヴィッド・リンジーとエリザベス・ステュアート（スコットランド王ロバート2世の娘）の息子として、1387年頃に生まれた。1407年2月に父が死去すると、クロフォード伯爵位を継承したが、その時点では未成年だった。
スコットランド王ジェームズ1世の治世ではジェームズ1世が長期間イングランド王国の捕虜になっており、クロフォード伯爵は1421年にジェームズ1世の身代金交渉に関わり、自身も1406年から1427年までの間しばしばイングランドの捕虜にされた。
1424年5月21日、ジェームズ1世の戴冠式で騎士爵に叙された。また、1429年から1430年まで在イングランド王国スコットランド大使を務めた。
1438年に死去、息子デイヴィッドが爵位を継承した。